# Eurocopter AS332 Super Puma

Ritning av Eurocopter AS332 Super Puma.

Eurocopter AS332 Super Puma (numera Airbus Helicopters H215) är en medeltung helikopter som används av både civila och militära flygoperatörer. Super Puma är en vidareutveckling av  Sud Aviation SA330 Puma och flög första gången 1978. Super Puma tillverkades av Aérospatiale mellan 1980 och 1991, Eurocopter mellan 1992 och 2013 samt Airbus Helicopters mellan 2014 och idag.
Helikoptermodellen har varit mycket framgångsrik, speciellt inom offshore-industrin där den används för att transportera personal och materiel till och från oljeplattformarna. Den militära versioner av AS332 heter Eurocopter AS532 Cougar. Totalt har över 900 Super Puma tillverkats.

## Användning i Finland

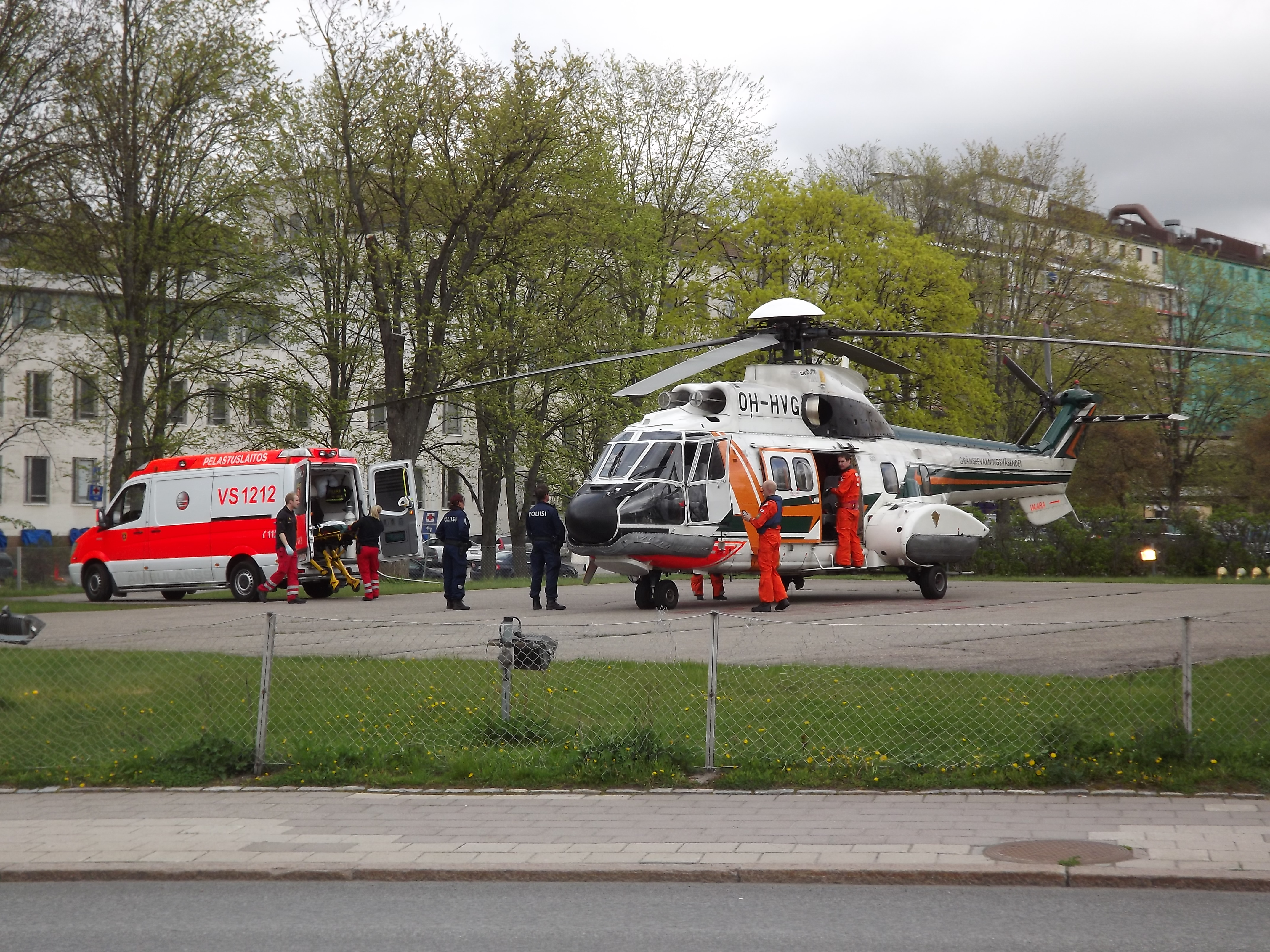
Finsk Super Puma vid Åbo universitetscentralsjukhus.

Gränsbevakningen i Finland har tre AS332 Super Puma som är baserade i Åbo och används främst till sjöräddning samt sjuktransport.

## Användning i Svenska försvarsmakten - helikopter 10
I Sverige fick AS332 Super Puma den militära beteckningen Helikopter 10 (hkp 10) och har använts av Flygvapnet och senare av Helikopterflottiljen främst för regional militär flygräddning (FRÄD). Försvarsmakten anskaffade totalt 12 hkp 10, som började levereras 1988 och var i tjänst fram till 2015.

### Hkp 10 i Flygvapnet
I mitten av 80-talet ville Flygvapnet ersätta sina Hkp 4A som användes av flygräddningsgrupperna på flygflottiljerna för regional militär flygräddning (FRÄD). Grundkravet för den nya helikoptern var att den skulle kunna rädda två personer ur en flygbesättning oavsett vilken terräng de befann sig i. Helikoptern skulle klara en timmes anflygning, en timmes sökning, en timmes återflygning och därefter ha 30 minuters reservbränsle.
Valet föll på Aérospatiale AS332M1 Super Puma, som fick den militära beteckningen hkp 10A. Mellan 1988 och 1991 anskaffades 10 hkp 10A. Därefter anskaffades ytterligare två hkp 10A mellan 1994 och 1995 som ersättare för Flygvapnets båda lätta helikoptertyper för lokal FRÄD: hkp 3B samt hkp 9B. Hkp 10A utgjorde med sin moderna avionik ett tekniksprång jämfört Flygvapnets tidigare FRÄD-helikoptar.
De två först levererade hkp 10A var interimshelikoptrar, som levererades med begränsad teknisk förmåga för att säkerställa en snabb leverans. Helikoptrarna användes främst till utbildning och utprovning vid Norrbottens flygflottilj i Luleå, men de stod även i räddningsberedskap. Den "skarpa" versionen av hkp 10A levererades mellan 1990 och 1991, samtidigt som de båda interimshelikoptrar modifierades till seriestatus mellan 1990 och 1992.
I början bestod besättningen av två piloter, en färdmekaniker samt en (värnpliktig) ytbärgare. Men snart insåg man att helikopterns potential som "allvädersmaskin" inte kunde utnyttjas fullt ut om man inte även hade en navigatör, likt man haft på hkp 4A. I mitten av 90-talet försågs hkp 10A därför med en operatörskonsol och en navigatör tillfördes besättningen.
Hkp 10A var baserad vid flygflottiljerna Skaraborgs flygflottilj (Såtenäs), Hälsinge flygflottilj (Söderhamn), Blekinge flygflottilj (Ronneby) samt Norrbottens flygflottilj (Luleå). Den var i tjänst i Flygvapnet fram till 1998, då helikoptrarna överfördes till det nybildade förbandet Helikopterflottiljen.

### Hkp 10 i Helikopterflottiljen
År 1998 skapades ett försvarsmaktsgemensamt helikopterförband (Helikopterflottiljen) genom att slå ihop de olika helikopterresurserna i Försvarsmakten, däribland Flygvapnets FRÄD-grupper. I och med detta överfördes Flygvapnets tolv kp 10 till Helikopterflottiljen.
Försvarsmakten hade sedan 1993 ett avtal med Sjöfartsverket att hålla beredskap för räddningsverksamhet vid ett antal flygplatser. I början av 2000-talet började Försvarsmakten omprioritera sin verksamhet och med Försvarsbeslutet 2000 samt Försvarsbeslutet 2004 började all militär räddningsverksamhet avvecklas och istället övertas av civila operatörer. 2010 övertog Sjöfartsverkets helikopterverksamhet FRÄD-beredskapen helt. Därmed förändras hkp 10:s roll från att vara en FRÄD-helikopter till en mer renodlad transporthelikopter. Hkp 10 var i tjänst i Helikopterflottiljen fram till 2015 och blev den sista helikoptertyp som Helikopterflottiljen opererade med som hade anskaffats innan förbandet bildades.

#### Internationella insatser
Avsikten var att hkp 10 skulle vara en del av Nordic Battlegroup 08, men eftersom hkp 10A var anskaffad för att verka i Sverige med flygräddning under civila förhållanden var inte helikoptern anpassad för att kunna verka i en miljö med förhöjd hotbild. Modifieringsarbetet påbörjades 2006, dock försenades så mycket att hkp 10B aldrig hann bli klar till NBG 08.
Istället kom hkp 10B att sättas in i Afghanistan. Mellan april 2011 och mars 2013 var två hkp 10B baserade på Camp Marmal i Afghanistan, enheten benämndes Swedish Air Element ISAF MEDEVAC (SAE ISAF MEDEVAC, anropssignal "Silverfox"). Huvuduppgiften för enheten var taktisk MEDEVAC, med förmåga att verka dygnet runt. Likt inför beredskapen under NBG 08 blev man även denna gång försenad med anpassningen av helikoptrarna till den miljö och hotbild de skulle verka i. Enheten avlöstes 2013 av hkp 16.

#### Avveckling
Helikoptersystemet avvecklades genom att man flög helikopterindividerna fram till att dess deras flygtid tog slut (till större underhåll), vilket medförde en gradvis avveckling mellan 2013 och 2015. Den 22 oktober 2015 landande Helikopterflottiljens sista hkp 10 (H97) för sista gången i Försvarsmaktens regi. När systemet är avvecklat kommer de fyra hkp 10A samt två hkp 10D att säljas och de tre hkp 10B skänks till olika organisationer i Sverige. Totalt flög Försvarsmakten 71200 flygtimmar med hkp 10, som kom att ersättas av hkp 14.

### Versioner

#### Hkp 10A
Hkp 10A var en grundversion som anskaffades av Flygvapnet främst för militär flygräddning (FRÄD). A-versionen var i tjänst inom Försvarsmakten fram till 2014.

#### Hkp 10B
En modifiering av A-versionen vars syfte var att kunna verka vid internationella insatser som MEDEVAC resurs genom att öka helikopterns självskydd/överlevnadsförmåga i förhöjd hotmiljö. 2006 påbörjades modifieringen av tre hkp 10A genom att utrusta dem med ballistiskt skydd, dörrmonterad kulspruta, varnare- & motverkanssystem, IR dämpande avgasutblås, partikelseparatorer till motorerna, uppgraderad avionik, samt ny sjukvårdsinstallation. Modifieringsarbetet beräknades vara klar 2007 och avsikten var att B-versionen skulle användas vid Nordic Battlegroup 08. Men modifieringen försenades så mycket att detta inte var möjligt, utan hkp 10B kunde överlämnas till Försvarsmakten först 2009. B-versionen var i tjänst inom Försvarsmakten fram till 2015.

#### Hkp 10C
Var en planerad version där man tänkte uppgraderade de kvarvarande hkp 10A med samma avionikuppgradering som D-versionen, men med en bibehållen förmåga till nationell flygräddning. Modifieringen genomfördes dock aldrig då Försvarsmaktens inriktning var att avveckla hkp 10 när hkp 14 började bli operativ.

#### Hkp 10D
En modifiering av A-versionen vars syfte var att vara en övningsversion av hkp 10B för de besättningar som tränades inför internationella insatser. År 2009 påbörjades modifieringen av två hkp 10A, som var klar enligt plan 2010. Utrustningsmässigt var hkp 10D snarlik B-versionen men saknade ballistisk skydd samt partikelseparatorer till motorerna. D-versionen var i tjänst inom Försvarsmakten fram till 2014.

### Helikopterindivider
| Tillv. serienr | Militärt reg nr | Fen- nummer | Version | Operativ i Försvarsmakten | Kommentar                                                                                          | Bild |
| -------------- | --------------- | ----------- | ------- | ------------------------- | -------------------------------------------------------------------------------------------------- | ---- |
| 2230           | 10401           | 91          | A       | 1988–2005                 | Totalhaveri 2005-11-01 Lindö                                                                       |      |
| 2247           | 10402           | 92          | AD      | 1988–20092009–2015        | Såld till Ex-Change Parts, oktober 2018.                                                           |      |
| 2264           | 10403           | 93          | AB      | 1990–20062009–2013        | Används som utbildningsmateriel för tekniker vid Försvarsmaktens tekniska skola                    |      |
| 2274           | 10404           | 94          | A       | 1990–2000                 | Totalhaveri 2000-08-11 Kaskasapakte                                                                |      |
| 2283           | 10405           | 95          | A       | 1990–2013                 | Såld till Ex-Change Parts, oktober 2018.                                                           |      |
| 2284           | 10406           | 96          | AB      | 1990–20062009–2015        | Tillhör Flygvapenmuseum men utställd på Aeroseum                                                   |      |
| 2287           | 10407           | 97          | AD      | 1991–20092010–2015        | Såld till Ex-Change Parts, oktober 2018.                                                           |      |
| 2288           | 10408           | 98          | AB      | 1991–20072009–2014        | Tillhör Flygvapenmuseum men utlånad till flygteknikerutbildningen vid Anders Ljungstedts gymnasium |      |
| 2302           | 10409           | 99          | A       | 1991–2003                 | Totalhaveri 2003-11-18 Rörö                                                                        |      |
| 2304           | 10410           | 90          | A       | 1991–2014                 | Såld till Ex-Change Parts, oktober 2018.                                                           |      |
| 2410           | 10411           | 88          | A       | 1994–2014                 | Såld till Ex-Change Parts, oktober 2018.                                                           |      |
| 2412           | 10412           | 89          | A       | 1995–2013                 | Såld till Ex-Change Parts, oktober 2018.                                                           |      |

1. ↑  Det militärt registreringsnummer är ett unikt individnummer som Flygvapnets luftfartyg är registrerat med i det (svenska) militära luftfartygsregistret.
2. ↑  Fennumret står på skrovet på Flygvapnets luftfartyget i syfte att visuellt lätt kunna identifiera individen.

#### Haverier
- Den 11 augusti 2000 havererade H94 under en räddningsinsats på Kaskasepakte när helikopter kom så nära bergväggen att huvudrotorn slog i och helikoptern störtade. Inför uppdraget hade man valt att flyga med minimal besättning, alla tre ombord omkom.[28] Se Helikopterolyckan vid Kaskasapakte.

- Den 18 november 2003 havererade H99 under en räddningsövning utanför Rörö då helikoptern kolliderade med havsytan, bröts sönder och sjönk. Utöver ordinarie besättning fanns även två elever under utbildning, sex av de sju ombordvarande omkom.[29] Se Helikopterolyckan vid Rörö.

- Den 1 november 2005 havererade H91 under en räddningsövning utanför Lindö, söder om Ronneby, Blekinge då helikoptern kolliderade med havsytan. Islaget var inte alltför kraftigt, besättningen utlöste nödflottörerna och helikoptern kunde bärgas dagen efter. Dock var skadorna på helikoptern så stora att den aldrig kom att repareras och därmed klassades det som ett haveri. Samtliga åtta ombord klarade sig utan allvarligare skador.[30]